# Mathias Engel (cyclisme)
Pour les articles homonymes, voir Engel et Mathias Engel.
Mathias Engel (né le 16 octobre 1905 à Cologne et mort le 23 juin 1994 à Carlstadt) est un coureur cycliste allemand.

## Biographie
En 1926 et 1927, Mathias Engel remporte le Grand Prix de vitesse de Paris chez les amateurs. En 1927, il est également Champion du monde de vitesse amateur, à Cologne, devant son public.
La presse annonce qu'il deviendra professionnel en 1928 mais il refuse et démissionne. La fédération allemande lui retire sa licence amateur puis refuse sa réadmission.
Il devient professionnel en 1928. Il est trois fois champion d'Allemagne de vitesse, en 1928, 1929 et 1932. Il participe aux championnats du monde sur piste de 1932, où il est troisième de la vitesse, derrière Jef Scherens et Lucien Michard.
En 1929, il reçoit le « Ruban d'or (de) » (Goldenes Band) de l'Union des journalistes sportifs de Berlin-Brandenburg.
Marié à une femme juive, Mathias Engel fuit l'Allemagne en 1937 et part aux États-Unis, avec l'aide de l'ancien coureur Victor Hopkins (en). Il y remporte cette année-là le championnat national de vitesse. En 1942, il ouvre un magasin de vélos à Nutley (New Jersey), qu'il tient jusqu'en 1964.

## Palmarès

### Championnats du monde
- Cologne 1927
  -  Champion du monde de vitesse amateur
- Rome 1932
  -  Médaillé de bronze de la vitesse professionnel

### Championnats nationaux
- Champion d'Allemagne de poursuite par équipes en 1926 avec Paul Oszmella, Peter Steffes, Viktor Rausch (de) et Jean Schorn
- Champion d'Allemagne de vitesse amateur en 1926, 1927
- Champion d'Allemagne de vitesse professionnel en 1928, 1929, 1932
- Champion des États-Unis de vitesse professionnel en 1937

### Autres compétitions
- 1926
  - Grand Prix de Paris amateur
- 1927
  - Grand Prix de Paris amateur
  - Grand Prix de Copenhague de vitesse amateurs
- 1929
  - Prix Émile Friol
  - 2e du Grand Prix de Paris professionnel
- 1930
  - Prix de l'Espérance